# والرین
والِریَن (‎/vəˈlɪəriən/‎; لاتین: Publius Licinius Valerianus Augustus) امپراتور روم که از سال ۲۰۰ تا پس از سال ۲۶۰ زندگی کرد، از سال ۲۵۳ تا ۲۶۰ امپراتور روم بوده‌است. در سال ۲۶۰ شاپور یکم شاهنشاه ساسانی در نبرد ادسا، والرین امپراتور، سناتورها و سربازان وی را اسیر کرد. شاپور به افتخار این پیروزی دستور تراشیدن پیکره‌ای عظیم در دل کوه مهر (رحمت) در نقش رستم و تنگ چوگان داد که وی را پیروزمندانه نشسته بر اسب نشان می‌دهد این به گونه ای است که امپراتور شکست خوردهٔ روم فروتنانه در برابر پادشاه پارسی زانو زده‌است؛ همچنین به دستور وی با استفاده از اسرای رومی دستور ساخت «پل قدیم» یا «دژپل» واقع در شهرستان دزفول ساخته شده‌است.

## چیرگی شاپور یکم بر والرین

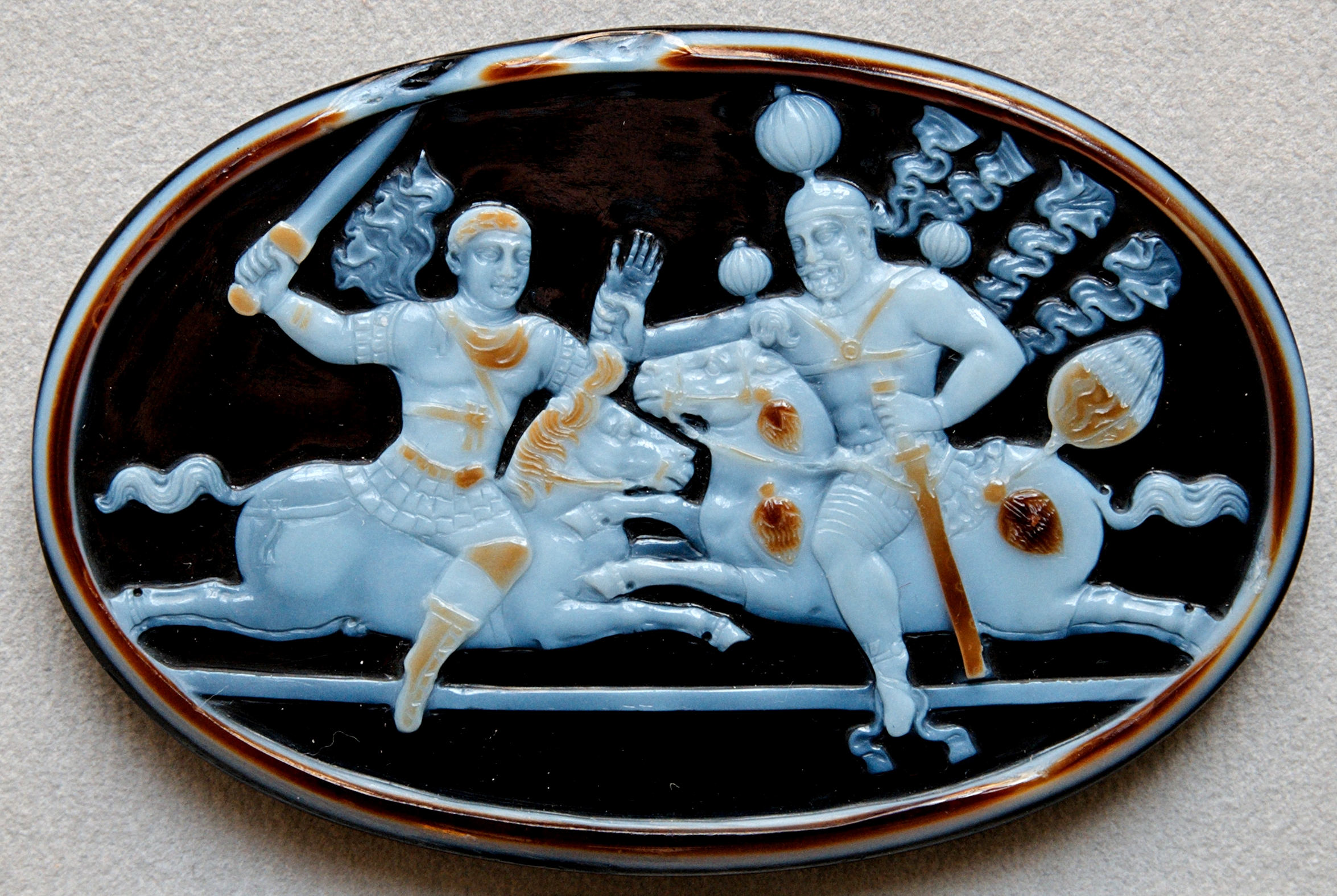
مُهر رومی والرین و شاپور یکم در کابینه مدال‌های پاریس که بر سنگ باباغوری دارای رگ‌های سرخ (عقیق یمانی) کنده‌کاری شده‌است.

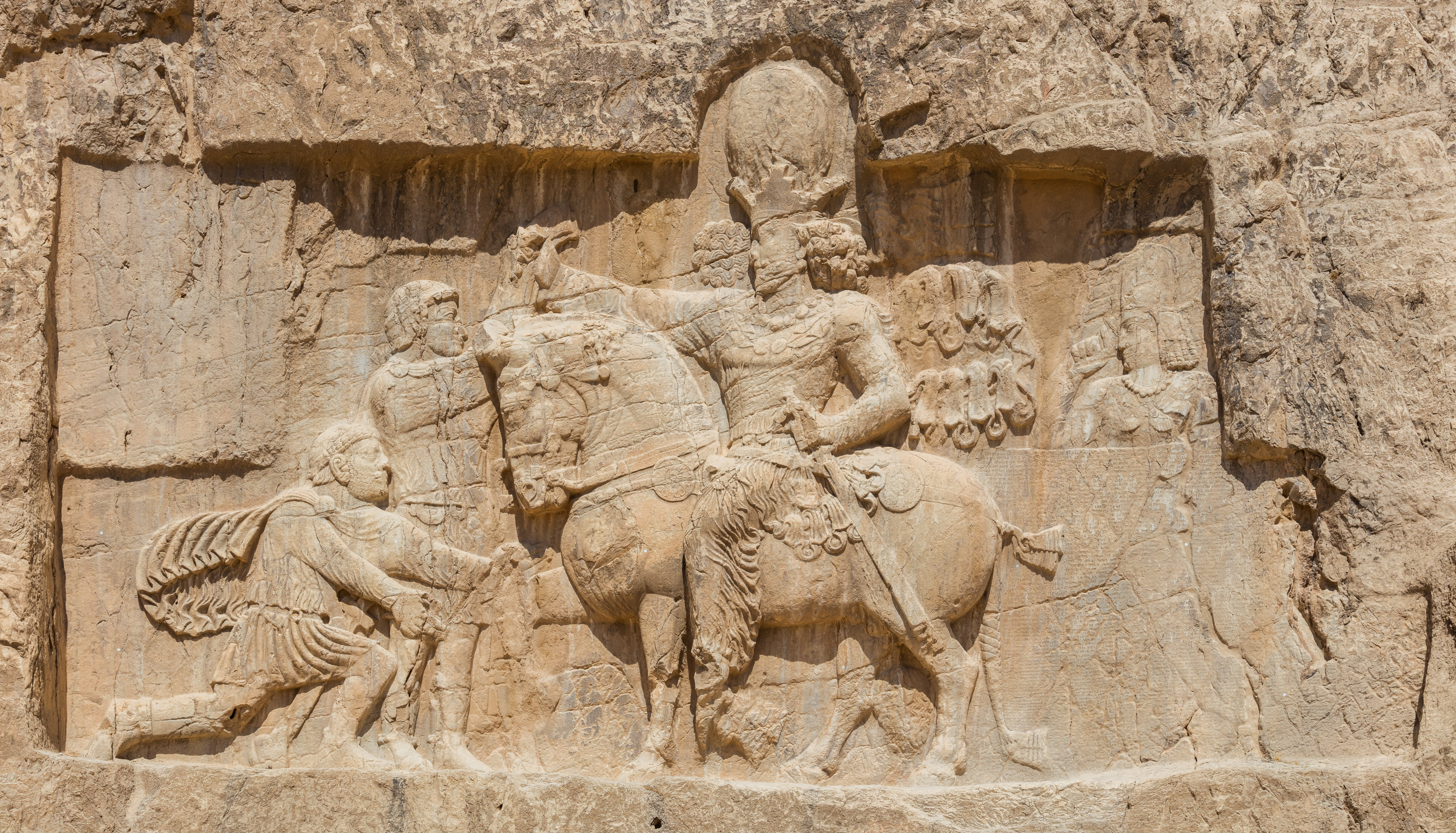
سنگ‌نگاره پیروزی شاپور بر امپراتوران روم در نقش رستم

پس از غلبه کردن شاپور یکم ساسانی بر ارمنستان، وی به انتاکیه یورش برده و آنجا را تصرف می‌کند. والرین، امپراتور روم، پسرش را به غرب فرستاده و خود برای مقابله با ایرانیان راهی شرق می‌شود. وی به سال ۲۵۷ موفق به باز پس‌گیری انتاکیه شده ولی دو سال بعد پیش از مواجهه با شاپور در اثر طاعون بسیاری از لژیونهای خود را از دست می‌دهد و در نهایت چندی بعد (در اواخر سال ۲۵۹ یا اوایل ۲۶۰) در نبرد ادسا، محلی در ترکیه فعلی و شمال انتاکیه) در کشور خود از شاپور شکست خورده، اسیر و در نهایت کشته می‌شود.
شاپور یکم در کتیبهٔ کعبهٔ زردشت دربارهٔ این جنگ می‌گوید: «سه دیگر که ما به کاره و ادسا تاختیم و کاره و ادسا را محاصره کرده‌بودیم، قیصر والرین به جنگ ما لشکر کشید». به‌گفتهٔ شاپور، امپراتور روم هفتادهزار جنگاور از سرزمین‌های رومی با خود آورده‌بود. آنگاه شاپور می‌گوید: «در آن سوی کاره و ادسا جنگی بزرگ با قیصر والرین درگرفت و ما با دست خود قیصر والرین را دستگیر کردیم و دیگر سردارانی که بر این سپاه سالار بودند: پرتوریان پرفکت و سناتورها و صاحب‌منصبان نظامی، همه اسیر گشتد و به پارس فرستاده شدند».
دربارهٔ چگونگی اسارت والرین نظرات متعددی ابراز شده‌است. علاوه بر روایت شاپور که ادعا می‌کند والرین در میانهٔ نبرد و به دست خود او اسیر شده‌است، دو روایت رومی نیز وجود دارد؛ یک روایت که زوسیموس آن را بیان می‌کند، این است که والرین تلاش کرد با دادن غرامت و تاوان، شاپور را به صلح راضی کند اما موفق نشد، و در میانهٔ مذاکره اسیر شد. روایت دیگر آن است که والرین با میل و رغبت خود به اسارت درآمده‌است، زیرا در طول اقامتش در ادسا، سربازان رومی به‌دلیل گرسنگی شورش کرده‌بودند. آن‌ها پس از آن شورش به دنبال از بین‌بردن امپراتور بودند؛ و او از ترس شورش سربازان، به سمت ساسانیان فرار کرد زیرا ممکن بود توسط مردم و سربازان کشته شود. در نتیجه، والرین خود و سپاهیانش را تسلیم دشمن کرد.
بررسی این سه روایت نشان می‌دهد که روایت شاپور به حقیقت نزدیک‌تر است زیرا علاوه بر آنکه شاپور گزارش این جنگ را بر دیوارهٔ ساختمان کعبهٔ زردشت با سه زبان فارسی میانه، پارتی و یونانی نوشت، در سنگ‌نگارهٔ نقش رستم نیز اسیرشدن والرین به‌دست خود را نشان داده‌است.
دربارهٔ سرنوشت والرین، منابع مسیحی اواخر دورهٔ باستان چنین نوشته‌اند که رفتار شاپور با والرین بسیار ستمگرانه و ددمنشانه بوده‌است. لاکتانتیوس اشاره کرده‌بود که والرین در زمان اسارت و تا پیش از مرگ، مورد توهین و تحقیرهای قابل توجهی واقع شده‌بود، به عنوان نمونه، موظف شده‌بود تا هرگاه شاپور قصد سوارشدن بر روی اسبش را داشت، به‌عنوان پلهٔ انسانی در زیر اسب شاه به شکل چهار زانو قرار بگیرد تا شاه با رفتن بر روی او راحت‌تر سوار بر اسبش شود. براساس ادعای لاکتانتیوس، پس از تحمل بدرفتاری‌های طولانی و تحقیرهایی از این دست، والرین تحملش را از دست داد و از شاپور خواست تا با دریافت غرامت قابل توجهی، وی را رها کند. در پاسخ به جسارت والرین، بر اساس یکی از روایت‌ها، شاپور او را مجبور می‌کند تا طلای مذاب بخورد و در نهایت از عوارض خوردن طلای مذاب کشته می‌شود. دیگر روایت این است که والرین پس از وادار شدن به مصرف طلای مذاب نمی‌میرد، اما شاپور دستور می‌دهد تا پوست او کنده‌شود و پس از پرشدن با کاه، به معبدی منتقل شود.
والرین مسیحی‌ستیز بود و همین امر باعث شده تا این منابع برای این‌که سرنوشت شوم دشمنان مسیحیت را نشان دهند داستان‌هایی با شاخ‌وبرگ‌های بسیار دربارهٔ رفتار سخت‌گیرانهٔ شاپور با والرین را روایت کنند. والرین تا پیش از اسارت، باورمندان مسیحی و رهبران جامعهٔ مسیحی روم را تارومار کرده‌بود و با توجه به تعلق لاکتانتیوس به باورهای مسیحیت و تلاش وی بر تأثیرگذاری بر کنستانتین یکم با تعریف عاقبت تراژیک والرین، که نشان از تحقیر بی‌سابقهٔ امپراتور ضدمسیحی روم توسط دشمنان تاریخی رومی‌ها داشت، به‌عنوان منبع اصلی و بی‌طرف حوادث، مورد شک است و این گزارش‌ها به‌دلیل آنکه منبع آن‌ها غرض‌ورزی مذهبی داشته‌اند نمی‌تواند درست باشد.